# Юн Хён
Юн Хён (кор. 윤현; 5 апреля 1966) — корейский дзюдоист суперлёгкой весовой категории, выступал за сборную Южной Кореи в конце 1980-х — середине 1990-х годов. Серебряный призёр летних Олимпийских игр в Барселоне, обладатель серебряной и бронзовой медалей чемпионатов мира, чемпион Азии, серебряный призёр Восточноазиатских игр в Шанхае, победитель многих турниров национального и международного значения.

## Биография
Юн Хён родился 5 апреля 1966 года. Впервые заявил о себе в сезоне 1987 года, став лучшим на тихоокеанском чемпионате по дзюдо в Колорадо, на открытом чемпионате Германии в Эссене и на домашнем международном турнире в Сеуле.
Первого серьёзного успеха на взрослом международном уровне добился в 1989 году, когда попал в основной состав корейской национальной сборной и побывал на чемпионате мира в югославском Белграде, откуда привёз награду бронзового достоинства, выигранную в суперлёгкой весовой категории. Два года спустя в том же суперлёгком весе одержал победу на чемпионате Азии в Осаке и получил серебряную медаль на мировом первенстве в Барселоне, где в решающем поединке потерпел поражение от японца Таданори Косино.
Благодаря череде удачных выступлений Юн удостоился права защищать честь страны на летних Олимпийских играх 1992 года в Барселоне — на пути к финалу победил всех соперников, однако в главном поединке уступил представлявшему Объединённую команду республик бывшего СССР азербайджанцу Назиму Гусейнову и таким образом вынужден был довольствоваться серебряной олимпийской наградой.
После барселонской Олимпиады Юн Хён остался в основном составе дзюдоистской команды Южной Кореи и продолжил принимать участие в крупнейших международных турнирах, хотя поднялся при этом в полулёгкую весовую категорию. Так, в 1993 году он завоевал серебряную медаль на Восточноазиатских играх в Шанхае, проиграв в финале японцу Юкимасе Накамуре, и выступил на чемпионате мира в канадском Гамильтоне, где, тем не менее, проиграл оба своих поединка и оказался в стороне от розыгрыша призовых позиций. Последний раз показал сколько-нибудь значимый результат в сезоне 1995 года, когда взял бронзу на открытом чемпионате Нидерландов в Хертогенбосе. Вскоре по окончании этих соревнований принял решение завершить карьеру профессионального спортсмена, уступив место в сборной молодым корейским дзюдоистам.